# Lonchocarpus peckoltii
Lonchocarpus peckoltii är en ärtväxtart som beskrevs av Heinrich Wawra. Lonchocarpus peckoltii ingår i släktet Lonchocarpus och familjen ärtväxter. Inga underarter finns listade i Catalogue of Life.